# Tetepango (kommun)
Tetepango är en kommun i Mexiko.   Den ligger i delstaten Hidalgo, i den sydöstra delen av landet, 80 km norr om huvudstaden Mexico City.
Följande samhällen finns i Tetepango:
- Tetepango